# Enemy of the Enemy
 (janvier 2018).
Albums de Asian Dub Foundation
Frontline 1993–1997
(2001) Keep Bangin' on the Walls
(2003)
Singles
1. Fortress Europe
Sortie : 2002
2. 1000 Mirrors
Sortie : 24 mars 2003

Enemy of the enemy est un album du groupe de musique électronique alternative anglais Asian Dub Foundation, sorti en 2003.
C'est le premier album du groupe à sortir à la suite du départ du rappeur Deeder Zaman (en).
La piste La Haine est un hommage au film français éponyme, La Haine, de Mathieu Kassovitz, sorti en 1995 (voir aussi : La Haine, musiques inspirées du film).
La chanson, éditée en single en 2002, 1000 Mirrors est interprétée par Sinéad O'Connor.
Le titre Fortress Europe apparaît dans le jeu vidéo Need for Speed: Underground et Rise to the challenge est utilisé dans les jeux FIFA Football 2004 et Test Drive Unlimited[réf. nécessaire].

## Liste des titres
| 1.    | Fortress Europe                      | 3:53 |
| 2.    | Rise to the challenge                | 4:25 |
| 3.    | La Haine                             | 3:54 |
| 4.    | 1000 mirrors (feat. Sinéad O'Connor) | 4:55 |
| 5.    | 19 rebellions                        | 5:22 |
| 6.    | Blowback                             | 2:56 |
| 7.    | 2 face                               | 5:14 |
| 8.    | Power To the small massive           | 4:23 |
| 9.    | Dhol rinse                           | 3:18 |
| 10.   | Basta                                | 4:33 |
| 11.   | Cyberabad                            | 5:02 |
| 12.   | Enemy of the enemy                   | 4:43 |
| 52:39 |                                      |      |

| Titre bonus - Édition japonaise (Virgin Records, 16 mars 2003) | Titre bonus - Édition japonaise (Virgin Records, 16 mars 2003) | Titre bonus - Édition japonaise (Virgin Records, 16 mars 2003) | Titre bonus - Édition japonaise (Virgin Records, 16 mars 2003) | Titre bonus - Édition japonaise (Virgin Records, 16 mars 2003) | Titre bonus - Édition japonaise (Virgin Records, 16 mars 2003) | Titre bonus - Édition japonaise (Virgin Records, 16 mars 2003) | Titre bonus - Édition japonaise (Virgin Records, 16 mars 2003) | Titre bonus - Édition japonaise (Virgin Records, 16 mars 2003) | Titre bonus - Édition japonaise (Virgin Records, 16 mars 2003) |
| No                                                             | Titre                                                          | Durée                                                          |                                                                |                                                                |                                                                |                                                                |                                                                |                                                                |                                                                |
| -------------------------------------------------------------- | -------------------------------------------------------------- | -------------------------------------------------------------- | -------------------------------------------------------------- | -------------------------------------------------------------- | -------------------------------------------------------------- | -------------------------------------------------------------- | -------------------------------------------------------------- | -------------------------------------------------------------- | -------------------------------------------------------------- |
| 13.                                                            | Raj antique store (Dry & heavy mix)                            | 5:29                                                           |                                                                |                                                                |                                                                |                                                                |                                                                |                                                                |                                                                |
| 58:08                                                          |                                                                |                                                                |                                                                |                                                                |                                                                |                                                                |                                                                |                                                                |                                                                |

| Titres bonus - Réédition remastérisée japonaise (Traffic Inc., 2008) | Titres bonus - Réédition remastérisée japonaise (Traffic Inc., 2008) | Titres bonus - Réédition remastérisée japonaise (Traffic Inc., 2008) | Titres bonus - Réédition remastérisée japonaise (Traffic Inc., 2008) | Titres bonus - Réédition remastérisée japonaise (Traffic Inc., 2008) | Titres bonus - Réédition remastérisée japonaise (Traffic Inc., 2008) | Titres bonus - Réédition remastérisée japonaise (Traffic Inc., 2008) | Titres bonus - Réédition remastérisée japonaise (Traffic Inc., 2008) | Titres bonus - Réédition remastérisée japonaise (Traffic Inc., 2008) | Titres bonus - Réédition remastérisée japonaise (Traffic Inc., 2008) |
| No                                                                   | Titre                                                                | Durée                                                                |                                                                      |                                                                      |                                                                      |                                                                      |                                                                      |                                                                      |                                                                      |
| -------------------------------------------------------------------- | -------------------------------------------------------------------- | -------------------------------------------------------------------- | -------------------------------------------------------------------- | -------------------------------------------------------------------- | -------------------------------------------------------------------- | -------------------------------------------------------------------- | -------------------------------------------------------------------- | -------------------------------------------------------------------- | -------------------------------------------------------------------- |
| 13.                                                                  | Elegal Minds                                                         | 5:15                                                                 |                                                                      |                                                                      |                                                                      |                                                                      |                                                                      |                                                                      |                                                                      |
| 14.                                                                  | Fortress Europe (Dub Fortress / Adrian Sherwood dub version)         | 4:09                                                                 |                                                                      |                                                                      |                                                                      |                                                                      |                                                                      |                                                                      |                                                                      |
| 15.                                                                  | La Haine (The Bug Mash Up remix)                                     | 3:58                                                                 |                                                                      |                                                                      |                                                                      |                                                                      |                                                                      |                                                                      |                                                                      |
| 65:44                                                                |                                                                      |                                                                      |                                                                      |                                                                      |                                                                      |                                                                      |                                                                      |                                                                      |                                                                      |

| Disque bonus Album Mix. Dj Mix - Édition limitée 2×CD, France (Labels, février 2003) | Disque bonus Album Mix. Dj Mix - Édition limitée 2×CD, France (Labels, février 2003) | Disque bonus Album Mix. Dj Mix - Édition limitée 2×CD, France (Labels, février 2003) | Disque bonus Album Mix. Dj Mix - Édition limitée 2×CD, France (Labels, février 2003) | Disque bonus Album Mix. Dj Mix - Édition limitée 2×CD, France (Labels, février 2003) | Disque bonus Album Mix. Dj Mix - Édition limitée 2×CD, France (Labels, février 2003) | Disque bonus Album Mix. Dj Mix - Édition limitée 2×CD, France (Labels, février 2003) | Disque bonus Album Mix. Dj Mix - Édition limitée 2×CD, France (Labels, février 2003) | Disque bonus Album Mix. Dj Mix - Édition limitée 2×CD, France (Labels, février 2003) | Disque bonus Album Mix. Dj Mix - Édition limitée 2×CD, France (Labels, février 2003) |
| No                                                                                   | Titre                                                                                | Durée                                                                                |                                                                                      |                                                                                      |                                                                                      |                                                                                      |                                                                                      |                                                                                      |                                                                                      |
| ------------------------------------------------------------------------------------ | ------------------------------------------------------------------------------------ | ------------------------------------------------------------------------------------ | ------------------------------------------------------------------------------------ | ------------------------------------------------------------------------------------ | ------------------------------------------------------------------------------------ | ------------------------------------------------------------------------------------ | ------------------------------------------------------------------------------------ | ------------------------------------------------------------------------------------ | ------------------------------------------------------------------------------------ |
| 1.                                                                                   | Intro                                                                                | 4:21                                                                                 |                                                                                      |                                                                                      |                                                                                      |                                                                                      |                                                                                      |                                                                                      |                                                                                      |
| 2.                                                                                   | Fortress Europe                                                                      | 3:35                                                                                 |                                                                                      |                                                                                      |                                                                                      |                                                                                      |                                                                                      |                                                                                      |                                                                                      |
| 3.                                                                                   | Blowback                                                                             | 1:56                                                                                 |                                                                                      |                                                                                      |                                                                                      |                                                                                      |                                                                                      |                                                                                      |                                                                                      |
| 4.                                                                                   | 1000 Mirrors                                                                         | 5:37                                                                                 |                                                                                      |                                                                                      |                                                                                      |                                                                                      |                                                                                      |                                                                                      |                                                                                      |
| 5.                                                                                   | Rise to the Challenge                                                                | 2:29                                                                                 |                                                                                      |                                                                                      |                                                                                      |                                                                                      |                                                                                      |                                                                                      |                                                                                      |
| 6.                                                                                   | 19 Rebellions                                                                        | 3:11                                                                                 |                                                                                      |                                                                                      |                                                                                      |                                                                                      |                                                                                      |                                                                                      |                                                                                      |
| 7.                                                                                   | 2 Face                                                                               | 1:23                                                                                 |                                                                                      |                                                                                      |                                                                                      |                                                                                      |                                                                                      |                                                                                      |                                                                                      |
| 8.                                                                                   | Fortress Europe                                                                      | 3:41                                                                                 |                                                                                      |                                                                                      |                                                                                      |                                                                                      |                                                                                      |                                                                                      |                                                                                      |
| 9.                                                                                   | Power to the Massive                                                                 | 2:43                                                                                 |                                                                                      |                                                                                      |                                                                                      |                                                                                      |                                                                                      |                                                                                      |                                                                                      |
| 10.                                                                                  | Cyberabad                                                                            | 1:40                                                                                 |                                                                                      |                                                                                      |                                                                                      |                                                                                      |                                                                                      |                                                                                      |                                                                                      |
| 11.                                                                                  | Enemy of the Enemy                                                                   | 4:04                                                                                 |                                                                                      |                                                                                      |                                                                                      |                                                                                      |                                                                                      |                                                                                      |                                                                                      |
| 12.                                                                                  | Outro                                                                                | 3:11                                                                                 |                                                                                      |                                                                                      |                                                                                      |                                                                                      |                                                                                      |                                                                                      |                                                                                      |
| 40:22                                                                                |                                                                                      |                                                                                      |                                                                                      |                                                                                      |                                                                                      |                                                                                      |                                                                                      |                                                                                      |                                                                                      |

| Disque bonus compilation - Réédition 2×CD, France (Labels, 2004) | Disque bonus compilation - Réédition 2×CD, France (Labels, 2004) | Disque bonus compilation - Réédition 2×CD, France (Labels, 2004) | Disque bonus compilation - Réédition 2×CD, France (Labels, 2004) | Disque bonus compilation - Réédition 2×CD, France (Labels, 2004) | Disque bonus compilation - Réédition 2×CD, France (Labels, 2004) | Disque bonus compilation - Réédition 2×CD, France (Labels, 2004) | Disque bonus compilation - Réédition 2×CD, France (Labels, 2004) | Disque bonus compilation - Réédition 2×CD, France (Labels, 2004) | Disque bonus compilation - Réédition 2×CD, France (Labels, 2004) |
| No                                                               | Titre                                                            | Durée                                                            |                                                                  |                                                                  |                                                                  |                                                                  |                                                                  |                                                                  |                                                                  |
| ---------------------------------------------------------------- | ---------------------------------------------------------------- | ---------------------------------------------------------------- | ---------------------------------------------------------------- | ---------------------------------------------------------------- | ---------------------------------------------------------------- | ---------------------------------------------------------------- | ---------------------------------------------------------------- | ---------------------------------------------------------------- | ---------------------------------------------------------------- |
| 1.                                                               | 1000 Mirrors (feat. Sinéad O’Connor) (Visionary Underground mix) | 5:20                                                             |                                                                  |                                                                  |                                                                  |                                                                  |                                                                  |                                                                  |                                                                  |
| 2.                                                               | Fortress Europe (Jazzwad remix)                                  | 6:08                                                             |                                                                  |                                                                  |                                                                  |                                                                  |                                                                  |                                                                  |                                                                  |
| 3.                                                               | 19 Rebellions (Al Scott version)                                 | 5:32                                                             |                                                                  |                                                                  |                                                                  |                                                                  |                                                                  |                                                                  |                                                                  |
| 4.                                                               | Assatta Dub (Original version)                                   | 4:51                                                             |                                                                  |                                                                  |                                                                  |                                                                  |                                                                  |                                                                  |                                                                  |
| 5.                                                               | La Haine (The Bug remix)                                         | 4:27                                                             |                                                                  |                                                                  |                                                                  |                                                                  |                                                                  |                                                                  |                                                                  |
| 6.                                                               | Fortress Europe (DJ Mehdi remix)                                 | 4:43                                                             |                                                                  |                                                                  |                                                                  |                                                                  |                                                                  |                                                                  |                                                                  |
| 7.                                                               | Collective Mode (Audio Active)                                   | 6:30                                                             |                                                                  |                                                                  |                                                                  |                                                                  |                                                                  |                                                                  |                                                                  |
| 8.                                                               | Jungle Bass (feat. Indigenous Resistance)                        | 4:30                                                             |                                                                  |                                                                  |                                                                  |                                                                  |                                                                  |                                                                  |                                                                  |
| 9.                                                               | 1000 Mirrors (feat. Sinéad O’Connor) (Ils remix club version)    | 3:16                                                             |                                                                  |                                                                  |                                                                  |                                                                  |                                                                  |                                                                  |                                                                  |
| 10.                                                              | Make Trade Fair (Original version)                               | 3:44                                                             |                                                                  |                                                                  |                                                                  |                                                                  |                                                                  |                                                                  |                                                                  |
| 11.                                                              | Power to the Small Massive (Sun J remix)                         | 4:35                                                             |                                                                  |                                                                  |                                                                  |                                                                  |                                                                  |                                                                  |                                                                  |
| 12.                                                              | Fortress Europe (Adrian Sherwood dub mix)                        | 4:09                                                             |                                                                  |                                                                  |                                                                  |                                                                  |                                                                  |                                                                  |                                                                  |
| 13.                                                              | La Haine (The Bug Mash Up mix)                                   | 4:01                                                             |                                                                  |                                                                  |                                                                  |                                                                  |                                                                  |                                                                  |                                                                  |
| 14.                                                              | Police on My Back (Live) (feat. Zebda)                           | 4:00                                                             |                                                                  |                                                                  |                                                                  |                                                                  |                                                                  |                                                                  |                                                                  |
| 68:20                                                            |                                                                  |                                                                  |                                                                  |                                                                  |                                                                  |                                                                  |                                                                  |                                                                  |                                                                  |

## Crédits
| - Chandrasonic : guitare, chant - Ed O'Brien : guitare - Dr. Das : guitare, basse - Rocky Singh : batterie - Pandit G : turntablism - Prithpal Rajput : dohol, tabla - Aktarv8r, Krazie, Sonia Mehta, Spex : chant, chœurs | - Producteur délégué, mixage : Adrian Sherwood - Programmation : Chandrasonic, Dr. Das, Sun-J, Pandit G - Ingénierie, enregistrement : Alan Scott, Jake Rousham, Nick Coplowe - Enregistrement : Asian Dub Foundation, Louis Beckett, John Reynolds (chant de Sinéad O'Connor) - Mastering : Streaky - Mixage : Alan Branch, Alan Scott, Louis Beckett, Nick Coplowe, Roger Johnson, Sun-J - A&R : Maya Masseboeuf - Photographie : Babak Zand Goodarzi - Design : Senzart |